# DiscT@2
DiscT@2 – technologia stworzona przez firmę Yamaha umożliwiająca tworzenie nadruków na płytach CD-R.
DiscT@2 (wymawiane jak angielskie słowo tattoo – czyli „tatuowanie dysków”) jest pierwszą technologią służącą do umieszczania nadruków na dyskach optycznych bezpośrednio przy pomocy nagrywarki. Została zaimplementowana w nagrywarkach płyt CD-R/CD-RW firmy Yamaha z serii F1 i po raz pierwszy zaprezentowana podczas targów CeBIT w 2002 roku.
Technologia ta umożliwia tworzenie nadruków zarówno w postaci napisów jak również obrazków, na spodniej (zapisywalnej) stronie płyty CD-R przy użyciu tego samego lasera, którym wypala się dane. Przed rozpoczęciem „nadrukowywania" należy zamknąć sesję nagrywania płyty. Etykieta dysku jest umieszczana na zewnętrznym w stosunku do wcześniej umieszczonych danych obszarze nośnika. Nadruki są jednobarwne, a ich kolor i wyrazistość są uzależnione od rodzaju zastosowanej płyty. Zaletą tej technologii jest to, że nie wymaga specjalnego rodzaju płyt CD-R. Do głównych wad można zaliczyć nieprzystosowanie do nośników wielokrotnego zapisu, a także zmniejszenie się obszaru, na którym można umieszczać dane. Istnieje tu prosta zależność – im więcej danych zostanie zapisanych na płycie, tym mniej miejsca pozostaje na umieszczenie etykiety.
Technologia DiscT@2 została pierwszy raz zaimplementowana w programie Nero Burning ROM w wersji 5.5.8.13.
DiscT@2 jest typowym przykładem „spóźnionej" technologii. Jej wprowadzenie na rynek nastąpiło w okresie kiedy dyski CD-R bazujące na podłożu cyjaniny (w kolorze ciemnoniebieskim), na których nadruk był najlepiej widoczny, zaczęły być wypierane przez znacznie tańsze nośniki z barwnikiem opartym na pochodnych ftalocyjaniny (bladoniebieskie i bladozielone). Na płytach w kolorach złotym i srebrnym napisy wykonane tą technologią są prawie niewidoczne.